# Ulak Lebar (Pino)
Ulak Lebar is een bestuurslaag in het regentschap Bengkulu Selatan van de provincie Bengkulu, Indonesië. Ulak Lebar telt 1339 inwoners (volkstelling 2010).